# AH Velorum
AH Velorum è una stella gigante brillante bianco-gialla di magnitudine 5,76 situata nella costellazione delle Vele. Dista 1463 anni luce dal sistema solare.

## Osservazione
Si tratta di una stella situata nell'emisfero celeste australe. La sua posizione è fortemente australe e ciò comporta che la stella sia osservabile prevalentemente dall'emisfero sud, dove si presenta circumpolare anche da gran parte delle regioni temperate; dall'emisfero nord la sua visibilità è invece limitata alle regioni temperate inferiori e alla fascia tropicale. La sua magnitudine pari a 5,8 la pone al limite della visibilità ad occhio nudo, pertanto per essere osservata senza l'ausilio di strumenti occorre un cielo limpido e possibilmente senza Luna.
Il periodo migliore per la sua osservazione nel cielo serale ricade nei mesi compresi fra dicembre e maggio; nell'emisfero sud è visibile anche all'inizio dell'inverno, grazie alla declinazione australe della stella, mentre nell'emisfero nord può essere osservata limitatamente durante i mesi della tarda estate boreale.

## Caratteristiche fisiche
La stella è una gigante brillante bianco-gialla; possiede una magnitudine assoluta di -2,5 e la sua velocità radiale positiva indica che la stella si sta allontanando dal sistema solare.
Studi sulla sua luminosità hanno mostrato che AH Vel è una stella variabile: la sua magnitudine varia tra 5,50 e 5,89 ogni 4,2272 giorni; una simile variazione di luminosità e il breve periodo indicano che si tratta di una variabile Cefeide.